# Mikroregion Baixo Pantanal

Mikroregion Baixo Pantanal

Mikroregion Baixo Pantanal – mikroregion w brazylijskim stanie Mato Grosso do Sul należący do mezoregionu Pantanais Sul-Mato-Grossenses.

## Gminy
- Corumbá;
- Ladário;
- Porto Murtinho.